# Eduard Pflüger

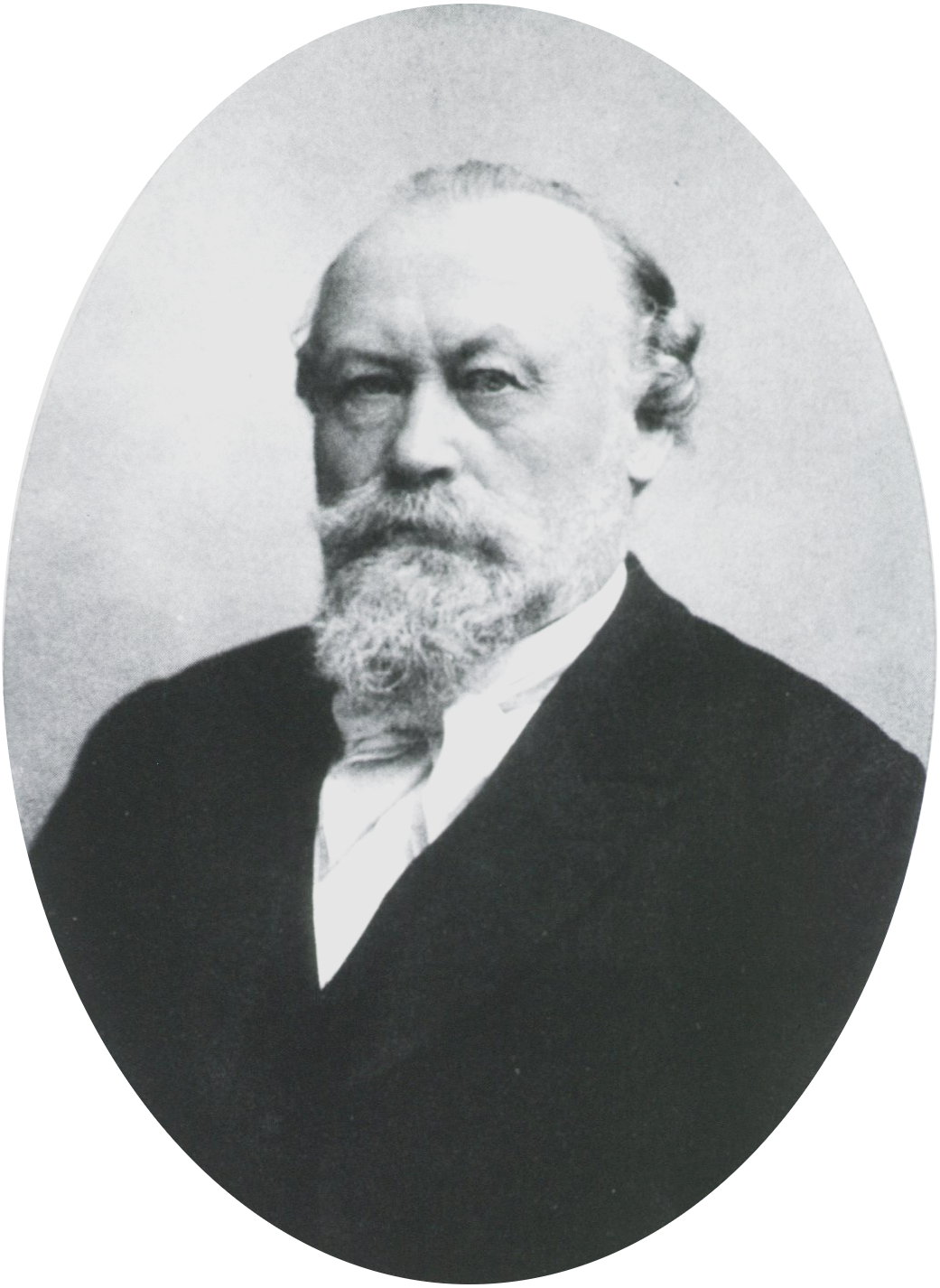
Eduard Pflüger

Eduard Pflüger (Hanau, 7 juni 1829 - Bonn, 16 maart 1910) was een Duitse fysioloog.
Hij werd geboren in Hanau en studeerde geneeskunde aan de Philipps-Universiteit Marburg en de Humboldtuniversiteit in Berlijn, waar hij als assistent van Emil du Bois-Reymond werkzaam was. In 1853 verkreeg hij zijn doctoraat, en in 1859 werd hij hoogleraar in de fysiologie aan de Universiteit van Bonn. Hij werkte op het gebied van de embryologie, het ademhalingsstelsel, de zintuigfysiologie en de elektrofysiologie. In 1868 richtte hij het Archiv für die gesammte Physiologie des Menschen und der Thiere op. Dit tijdschrift, het oudste wetenschappelijke tijdschrift op het gebied van de fysiologie, wordt nog steeds uitgegeven, tegenwoordig onder de naam Pflügers Archiv: European Journal of Physiology.